# Кандараве (провинция)
Кандараве (исп. Provincia de Candarave) — одна из четырёх провинций перуанского региона Такна. Площадь составляет 2261 км² (самая маленькая провинция региона). Население — 8373 человек; средняя плотность населения — 3,7 чел/км². Столица — одноимённый город.

## География
Ганичит с провинциями Тарата (на юго-востоке) и Хорхе-Басадре (на юго-западе), регионами Мокегуа (на севере) и Пуно (на северо-востоке). На территории Кандараве находится вулкан Юкамани.

## История
Провинция была создана 18 августа 1988 года.

## Административное деление
В административном отношении делится на 6 районов:
- Кандараве
- Кайрани
- Камилака
- Карибая
- Уануара
- Килауани